# Halštatsko arheološko najdišče Vače
Halštatsko arheološko najdišče Vače je vzhodnohalštatsko arheološko najdišče v Kleniku, vasi pri Vačah na meji med Štajersko in Dolenjsko v osrednjevzhodni Sloveniji. Na najdišču so raziskovalci našli več artefaktov, najpomembnejša pa je Vaška situla, ena najznamenitejših arheoloških dragocenosti v Sloveniji.

## Raziskovanja
Arheološke raziskave pri Vačah, ki ležijo severno od Klenika in vzhodno od Slemškovega hriba (680 m), so odkrile temelje številnih hiš in grobove železnodobne ilirske naselbine. Lokalni kmetje so prve grobove na tem mestu našli leta 1877, :286 organizirana izkopavanja so se začela leta 1878 pod vodstvom Karla Dežmana, Ferdinanda Schulza (1849–1936) in Ferdinanda von Hochstetterja. Princ Ernst Windischgrätz (1827–1918) je vodil izkopavanja od 1879 do 1881, leta 1881 je upravljanje prevzela Akademija znanosti na Dunaju.:286–287
Leta 1882 je kmet Janez Grilc v Ronkarjevi grapi, delu Klenika, našel Vaško situlo in jo prodal Pokrajinskemu muzeju Kranjske (danes Narodni muzej Slovenije).
Nadaljnja izkopavanja je v letih 1905, 1907 in 1913 opravljala princesa Marie Windisch-Graetz, Walter Schmid (1875–1951) med leti 1932 in 1935 in France Stare (1924–1974) leta 1945.:287

## Artefakti
Večina artefaktov, izkopanih na najdišču, je danes del zbirk Narodnega muzeja Slovenije v Ljubljani in Prirodoslovnega muzeja na Dunaju . Nekaj jih je vojvodinja Marie Antoinette Mecklenburška, hči princese, ki je financirala nekatera izkopavanja, prodala muzejem na Harvardu, Oxfordu in Berlinu.

## Arheološka pot
Ob nahajališču je postavljena arheološka pot z enajstimi postanki in pojasnjevalnimi tablami, ki opisuje železnodobna grobišča in tam izkopano železnodobno naselbino.